# Parabezzia pallida
Parabezzia pallida är en tvåvingeart som beskrevs av Gustavo R. Spinelli och Eileen D. Grogan 1987. Parabezzia pallida ingår i släktet Parabezzia och familjen svidknott. Inga underarter finns listade i Catalogue of Life.